# Holly Jackson
Pour les articles homonymes, voir Jackson.
Holly Jackson (née le 6 décembre 1992) est une auteure britannique de romans policiers. Elle est surtout connue pour sa série Meurtre mode d'emploi.

## Biographie
Jackson grandit en Angleterre dans le Buckinghamshire. Elle écrit son premier roman à l'âge de 15 ans,.
Plus tard, elle va à l'Université de Nottingham où elle commence par étudier la linguistique littéraire et l'écriture créative, obtenant un diplôme puis obtenant une maîtrise en anglais.

## Carrière littéraire
Le premier roman de Jackson, Meurtre mode d'emploi, est publié en 2019 et reçoit les distinctions suivantes :
- Livres audio incroyables pour jeunes adultes de l'American Library Association (2021)[3]
- Nommé au Goodreads Choice Award pour la fiction pour jeunes adultes (2020)[4]
- Sélectionné pour le YA Book Prize (2020)[5]
- Gagnant du livre de fiction pour enfants des British Book Awards de l'année (2020)[5]
- Barnes et Noble Meilleurs livres de l'année (2020)[6]

Jackson finit la trilogie et ajoute une nouvelle préquelle : Meurtre mode d'emploi : disparition inquiétante (2020), As good as dead (2021) et Kill Joy (2021). En France, les livres sont publiés par Casterman. Cette série de livres sera adaptée en feuilleton en 2024. La première saison de Meurtre mode d'emploi, contenant 6 épisodes de 40 minutes, sort le 1er juillet 2024 sur le BBC iplayer pour les personnes habitant au Royaume-Uni et est mise en ligne le 1er août sur Netflix.
En 2022, Jackson écrit son premier roman indépendant intitulé Five Survive, publié au Royaume-Uni par Electric Monkey et aux États-Unis par Delacorte Press.
En 2024, elle écrit un autre roman intitulé La Réapparition de Rachel Price, publié par Random House Children's Books.

### TrilogieMeurtre mode d'emploi
1. Meurtre mode d'emploi à l'usage des jeunes filles (2019)
2. Meurtre mode d'emploi: disparition inquiétante (2020)
3. Meurtre mode d'emploi: Affaire classée (2021)
4. Kill Joy (2021, nouvelle)

### Romans autonomes
1. Five survive (2022)
2. La réapparition de Rachel Price (2024)

## Adaptation à l'écran
La série Meurtre mode d'emploi, réalisée par Dolly Wells en 2024.